# Thyrocopa neckerensis
Thyrocopa neckerensis là một loài bướm đêm thuộc họ Oecophoridae. Nó là loài đặc hữu của đảo Necker.
Chiều dài cánh trước là 7–8 mm. Con trưởng thành bay ít nhất vào tháng 9. 